# Список полных кавалеров ордена Трудовой Славы/З
В настоящем списке представлены в алфавитном порядке полные кавалеры ордена Трудовой Славы, чьи фамилии начинаются с буквы «З». Список содержит информацию о датах Указов о присвоении звания, профессии награждённых, дате рождения и дате смерти. В настоящее время список не является завершённым и нуждается в дополнениях и уточнениях.
| №  | Фамилия, имя, отчество           | Даты жизни              | Профессия | Дата Указа и номер ордена                                                  | ГС        |
| -- | -------------------------------- | ----------------------- | --- | -------------------------------------------------------------------------- | --------- |
| 1  | Забегина, Нина Аветиковна        | род. 21.11.1946         | Испытатель полупроводниковых приборов завода имени 50-летия СССР Министерства электронной промышленности СССР, гор. Александров Владимирской области                                  | 3 ст. 25.04.1975 № 88785 2 ст. 10.03.1981 № 7261 1 ст. 08.08.1986 № 519    | [ ГС 1 ]  |
| 2  | Забуга, Иван Григорьевич         | 14.01.1940 — 13.02.2005 | Старший чабан колхоза «Родина» Ипатовского района Ставропольского края | 3 ст. 23.12.1976 № 2325910 2 ст. 22.06.1983 № 20460 1 ст. 23.08.1990 № 770 | [ ГС 2 ]  |
| 3  | Заварнова, Нина Фёдоровна        | 29.11.1945 — 17.03.2020 | Доярка колхоза имени Куйбышева Городецкого района Горьковской области | 3 ст. 14.02.1975 № 18122 2 ст. 23.12.1976 № 400 1 ст. 21.12.1983 № 58      | [ ГС 3 ]  |
| 4  | Задорожняя, Нина Ивановна        | 06.03.1939 — ????       | Доярка зерносовхоза «Кущёвский» Кущёвского района Краснодарского края | 3 ст. 14.02.1975 № 24693 2 ст. 23.12.1976 № 1471 1 ст. 29.08.1986 № 548    | [ ГС 4 ]  |
| 5  | Заец, Раиса Владимировна         | род. 24.12.1941         | Колхозница, Ахтырский район Сумской области | 3 ст. 14.02.1975 № 16038 2 ст. 24.12.1976 № 2184 1 ст. 07.07.1986 № 443    |           |
| 6  | Зайкин, Владимир Ефимович        | 1938 — 07.07.2003       | Машинист экскаватора управления механизации строительных работ Волгоградгидростроя Министерства энергетики и электрификации СССР, гор. Волжский Волгоградской области                 | 3 ст. 22.04.1975 № 94633 2 ст. 31.03.1981 № 5623 1 ст. 29.04.1986 № 212    | [ ГС 5 ]  |
| 7  | Зайцев, Владимир Алексеевич      | род. 1946               | Бригадир монтажников связи — спайщиков строительно-монтажного управления № 12 треста «Мостелефонстрой» Министерства связи СССР, гор. Москва                                           | 3 ст. 04.03.1976 № 171549 2 ст. 03.06.1982 № 21034 1 ст. 07.09.1990 № 832  |           |
| 8  | Залужный, Степан Петрович        | 09.10.1938 — 04.07.2021 | Водитель автомобиля колхоза «Победа» Томаковского района Днепропетровской области | 3 ст. 14.02.1975 № 8609 2 ст. 24.12.1976 № 2168 1 ст. 08.08.1991 № 927     | [ ГС 6 ]  |
| 9  | Замятин, Павел Васильевич        | род. 1938               | Рыбак рыболовецкого колхоза «Астраханец» Володарского района Астраханской области | 3 ст. 04.05.1975 № 41603 2 ст. 17.03.1981 № 6097 1 ст. 17.02.1986 № 190    |           |
| 10 | Засядько, Владимир Егорович      | 1927—1998               | Водитель автомобиля Каховской автобазы строительно-монтажного управления «Укрводстрой» Министерства мелиорации и водного хозяйства Украинской ССР, Каховский район Херсонской области | 3 ст. 22.04.1975 № 60832 2 ст. 12.02.1980 № 3698 1 ст. 15.02.1985 № 109    |           |
| 11 | Захаев, Лечи                     | род. 1936               | Начальник механизированного отряда совхоза «Лермонтовский» Ачхой-Мартановского района Чечено-Ингушской АССР                                                                           | 3 ст. 23.12.1976 № 163797 2 ст. 13.03.1981 № 9911 1 ст. 29.08.1986 № 547   | [ ГС 7 ]  |
| 12 | Захаров, Владислав Александрович | 10.01.1939 — 03.08.2021 | Слесарь механосборочных работ производственного объединения «Горьковский автомобильный завод», Нижегородская область                                                                  | 3 ст. 28.03.1978 № 206735 2 ст. 10.06.1986 № 32163 1 ст. 29.11.1991 № 952  | [ ГС 8 ]  |
| 13 | Зейферт, Фрида Ивановна          | род. 1940               | Звеньевая совхоза «Петропавловский» Соколовского района Северо-Казахстанской области                                                                                                  | 3 ст. 24.12.1976 № 361314 2 ст. 22.02.1982 № 12911 1 ст. 06.06.1990 № 695  | [ ГС 9 ]  |
| 14 | Зеленков, Евгений Александрович  | 16.09.1933 — 11.10.2011 | Дорожный мастер Красноярской дистанции пути Красноярской железной дороги, Красноярский край                                                                                           | 3 ст. 21.04.1975 № 93196 2 ст. 02.04.1981 № 8351 1 ст. 03.07.1986 № 396    | [ ГС 10 ] |
| 15 | Зелинский, Николай Павлович      | род. 15.05.1936         | Бригадир предприятия Министерства промышленности средств связи СССР, гор. Киев | 3 ст. 25.04.1975 № 53364 2 ст. 10.03.1981 № 16454 1 ст. 08.08.1986 № 528   |           |
| 16 | Зибров, Борис Григорьевич        | 19.03.1939 — 31.05.2013 | Сталевар завода «Днепроспецсталь» имени А. Н. Кузьмина Министерства чёрной металлургии Украинской ССР, гор. Запорожье                                                                 | 3 ст. 21.04.1975 № 52111 2 ст. 02.03.1981 № 16231 1 ст. 29.04.1986 № 238   | [ ГС 11 ] |
| 17 | Зидбаев, Мадхат Ахатович         | род. 1934               | Бригадир каменщиков строительно-монтажного управления № 2 управления строительства «Андижангидрострой» Министерства мелиорации и водного хозяйства СССР, Андижанская область          | 3 ст. 10.03.1976 № 189671 2 ст. 13.03.1981 № 16753 1 ст. 11.11.1985 № 164  | [ ГС 12 ] |
| 18 | Зубенко, Николай Георгиевич      | род. 18.02.1936         | Бригадир хозрасчётной укрупнённой комплексной бригады докеров-механизаторов Измаильского порта Министерства морского флота СССР, Одесская область                                     | 3 ст. 22.04.1975 № 57596 2 ст. 02.04.1981 № 14042 1 ст. 03.07.1986 № 416   | [ ГС 13 ] |
| 19 | Зубко, Сергей Иванович           | 01.04.1939 — 29.09.2006 | Машинист экскаватора разреза «Богатырь» производственного объединения «Экибастузуголь» Министерства угольной промышленности СССР, Павлодарская область                                | 3 ст. 21.04.1975 № 142321 2 ст. 29.08.1980 № 4909 1 ст. 05.03.1986 № 206   | [ ГС 14 ] |
| 20 | Зуйков, Виктор Иванович          | род. 1948               | Водитель автомобиля колхоза имени Суворова Ефремовского района Тульской области | 3 ст. 23.12.1976 № 301981 2 ст. 12.03.1982 № 8169 1 ст. 12.09.1990 № 821   |           |